# Roadwar Europa
Roadwar Europa est un jeu vidéo de stratégie au tour par tour créé par Johnson et publié par Strategic Simulations en 1987 sur Apple II, Commodore 64, IBM PC, Amiga et Atari ST. Le jeu se déroule dans un futur post-apocalyptique inspiré de la série Mad Max et fait suite à Roadwar 2000,.
Au total, Strategic Simulations a vendu 18 765 copies du jeu.